# Червоний Косцюл
Червоний Косцюл (пол. Czerwony Kościół, нім. Rothkirch) — село в Польщі, у гміні Кротошиці Леґницького повіту Нижньосілезького воєводства.
Населення — 235 осіб (2011).
У 1975-1998 роках село належало до Легницького воєводства.

## Демографія
Демографічна структура станом на 31 березня 2011 року:
|          | Загалом | Допрацездатний вік | Працездатний вік | Постпрацездатний вік |
| -------- | ------- | ------------------ | ---------------- | -------------------- |
| Чоловіки | 122     | 33                 | 82               | 7                    |
| Жінки    | 113     | 20                 | 77               | 16                   |
| Разом    | 235     | 53                 | 159              | 23                   |